# Catherine Ashton

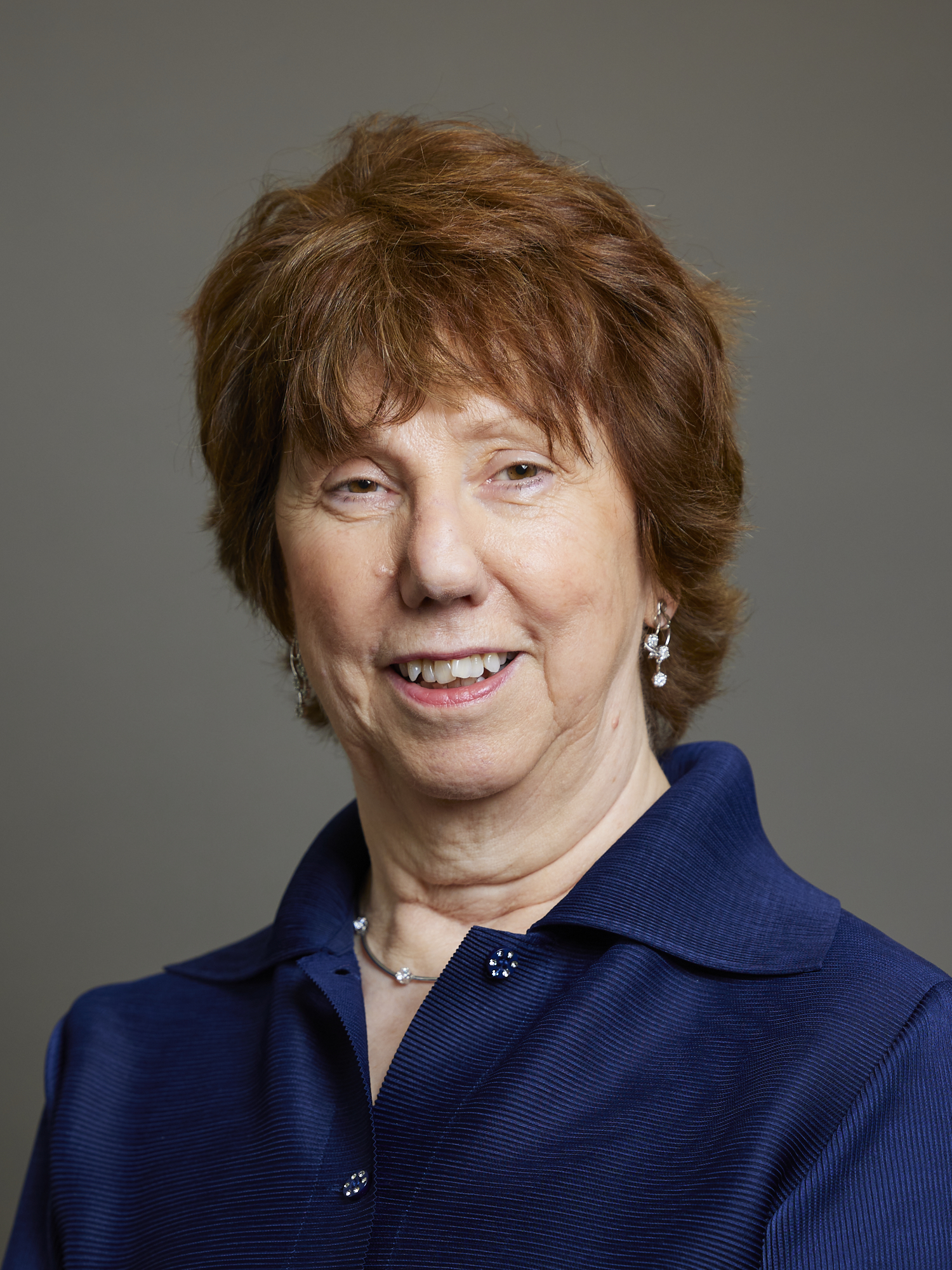
Catherine Ashton (2024)

Catherine Margaret Ashton, Baroness Ashton of Upholland, LG, GCMG (* 20. März 1956 in Upholland, Lancashire) ist eine britische Politikerin (Labour Party). Von 2009 bis 2014 war sie Hohe Vertreterin der EU für Außen- und Sicherheitspolitik und Erste Vizepräsidentin der Europäischen Kommission. Zudem ist sie Mitglied des britischen Oberhauses (House of Lords) sowie des Privy Council.

## Leben
Catherine Ashton studierte Soziologie am Bedford College, jetzt Teil der Royal Holloway, University of London, wo sie ihr Studium 1977 mit dem Bachelor of Science abschloss. Anschließend arbeitete sie bis 1979 für die Campaign for Nuclear Disarmament, eine Organisation der britischen Friedensbewegung, deren Vizepräsidentin und Schatzmeisterin sie wurde. Später war sie im Bereich der Sozialen Arbeit tätig. Von 1998 bis 2001 leitete sie die Gesundheitsbehörde in Hertfordshire sowie den Trägerverein der Schule ihrer Kinder. Außerdem war sie Vizepräsidentin im britischen Nationalen Rat für Ein-Eltern-Familien.
1999 wurde Ashton als Life Peer geadelt, wodurch sie den Titel Baroness Ashton of Upholland, of St. Albans in the County of Hertfordshire, erhielt (Upholland nach ihrem Geburtsort, St Albans in the County of Hertfordshire nach ihrem Wohnort) und Mitglied des Oberhauses wurde. 2001 wurde sie parlamentarische Staatssekretärin im britischen Bildungsministerium, 2004 im Verfassungsministerium, wo sie unter anderem für das Nationalarchiv für England, Wales und das Vereinigte Königreich zuständig war. Im Jahr 2006 wurde sie Mitglied des Privy Council, des politischen Beratungsgremiums der britischen Königin. Im selben Jahr wurde sie von der britischen LGBT-Organisation Stonewall zur Politikerin des Jahres gewählt.
Im Mai 2007 wurde Baroness Ashton parlamentarische Staatssekretärin im Justizministerium. Wenige Wochen später wurde sie auf Veranlassung des neuen Premierministers Gordon Brown Vorsitzende des Oberhauses und Lord President of the Council. Nachdem Ashton bereits während ihres Mandats in der Europäischen Union von ihrer Mitgliedschaft im House of Lords beurlaubt war, ist sie seit dem 7. März 2016 erneut beurlaubt.
Baroness Ashton ist mit dem Journalisten Peter Kellner verheiratet und hat zwei Kinder sowie drei Stiefkinder. Ihr Ehemann entstammt einer österreichischen Familie.

## Politische Karriere in der EU

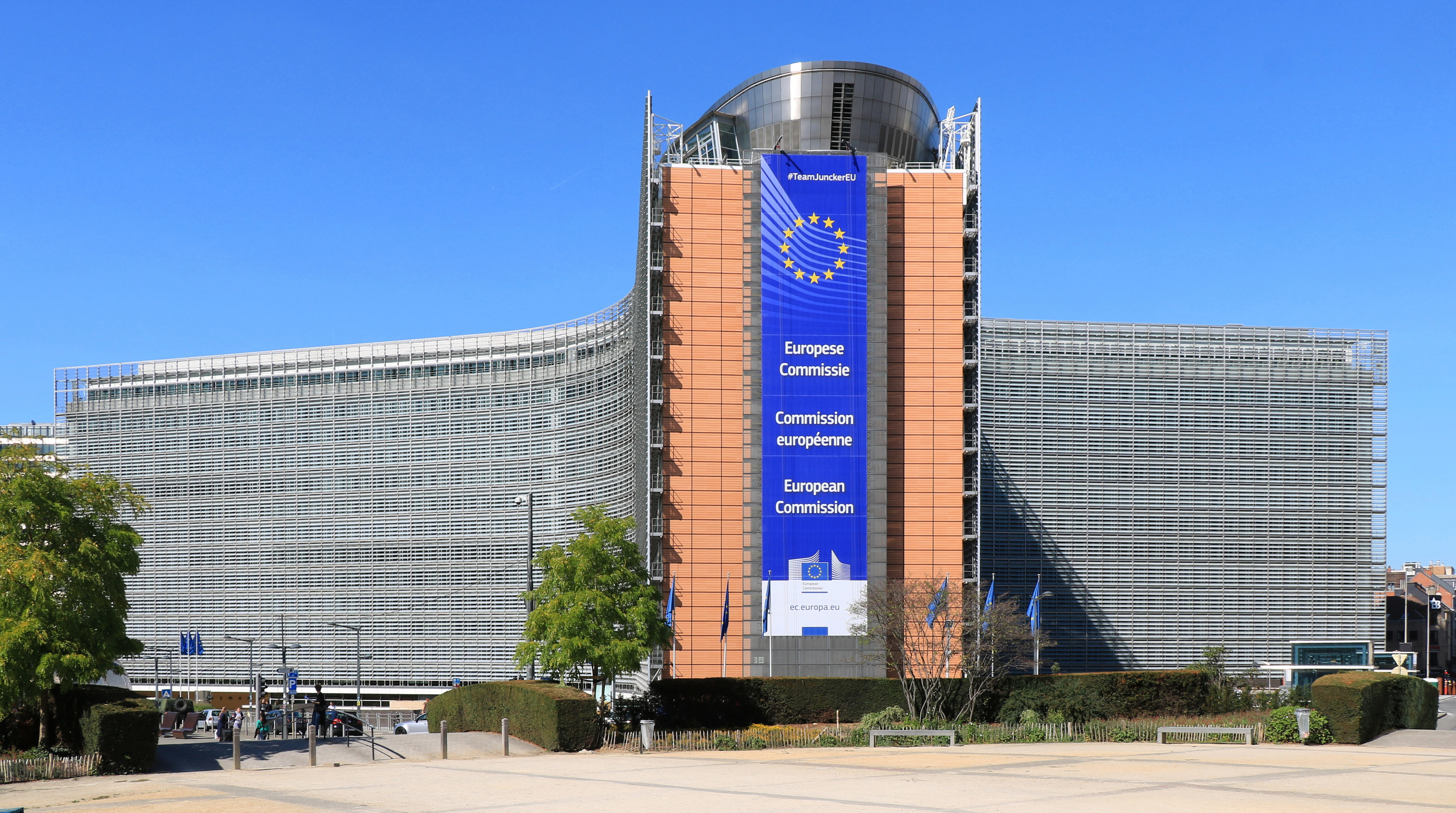
Die Europäische Kommission

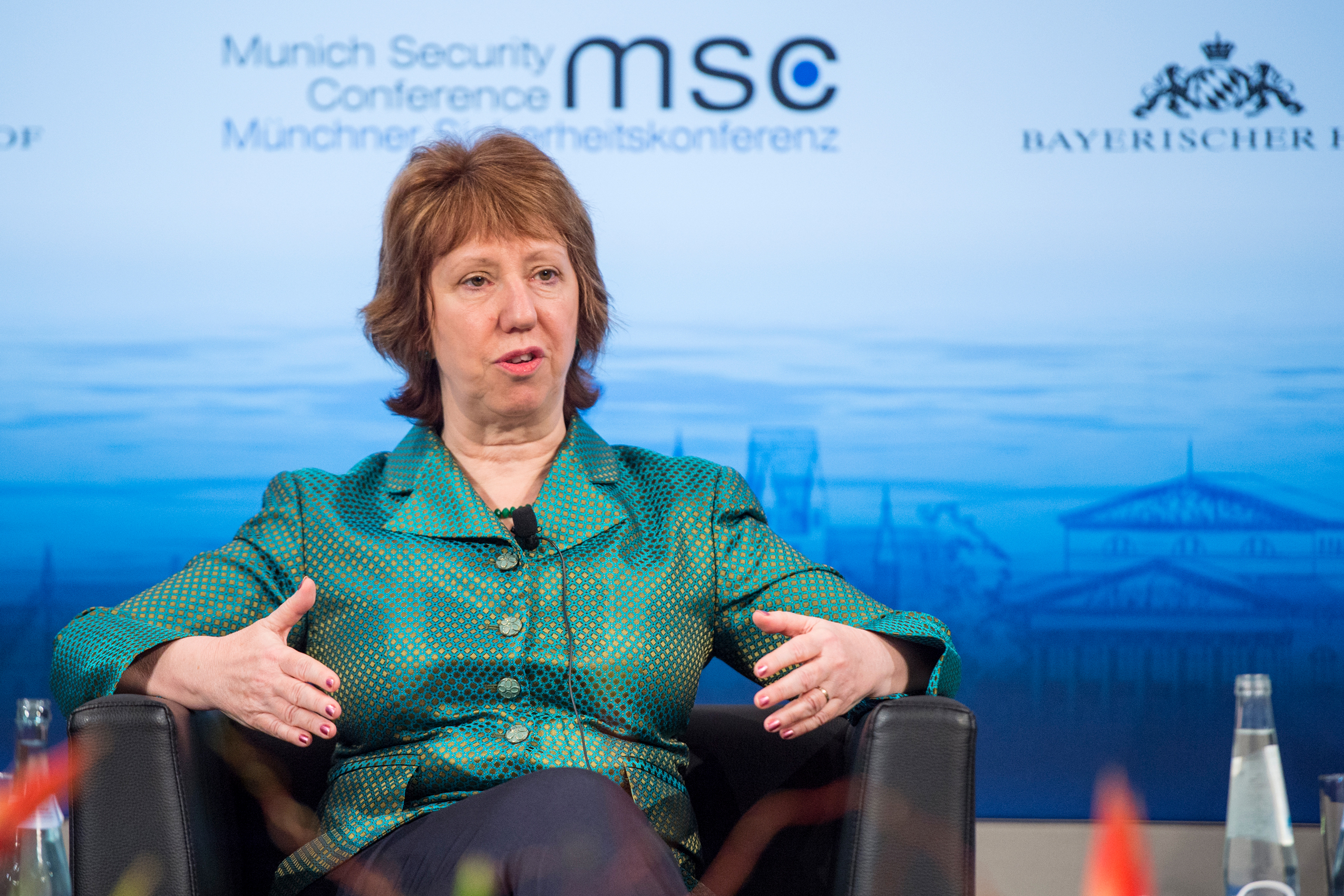
Catherine Ashton bei der Münchner Sicherheitskonferenz 2014

Im Oktober 2008 wurde Lady Ashton Mitglied der Europäischen Kommission. Sie folgte Peter Mandelson, der bei einer Kabinettsumbildung als Wirtschaftsminister in das Vereinigte Königreich zurückkehrte, als Kommissarin für Handel nach. Im November 2009 wurde sie vom Europäischen Rat für den Posten des Hohen Vertreters der EU für Außen- und Sicherheitspolitik nominiert, der durch den Vertrag von Lissabon neu geschaffen wurde. Am 9. Februar 2010 wurde sie in diesem Amt zusammen mit den übrigen Mitgliedern der Kommission Barroso II durch das Europäische Parlament bestätigt. Für die Zwischenzeit wurde sie noch auf Grundlage des Vertrags von Nizza in Personalunion für die Ämter des Hohen Vertreters für die Gemeinsame Außen- und Sicherheitspolitik und des Kommissars für Außenbeziehungen ernannt, die sie ab dem 1. Dezember 2009 ausübte.
Erste Hauptaufgabe Ashtons im neuen Amt war der Aufbau des Europäischen Auswärtigen Dienstes, der aufgrund des Vertrags von Lissabon neu gegründet wurde. Einen ersten Entwurf hierfür stellte sie Ende März 2010 vor. Zuvor war auf dem Außenministergipfel Anfang März Kritik an Ashton laut geworden, da diese die Interessen der Mitgliedstaaten nicht genügend berücksichtige. Kurz nach Vorstellung des Plans wiederum äußerte das Europäische Parlament seinerseits Kritik an der vorgeschlagenen Struktur.
Im Zuge der Libyenkrise 2011 erarbeitete Ashton gemeinsam mit dem EAD die Sanktionen der EU gegenüber der libyschen Regierung. Diese wurden innerhalb von nur zwei Tagen nach Inkrafttreten der entsprechenden UN-Resolution erstellt.
Als größte Erfolge der Amtszeit gelten die gelungene Annäherung zwischen Serbien und dem Kosovo, in welchen sie eine entscheidende Vermittlerrolle einnahm. Darüber hinaus wird ihr das Übergangsabkommen im „iranischen Atomstreit“ 2013 zugutegehalten.
Seit 2019 ist sie Mitglied der Transatlantischen Task Force des German Marshall Fund und der Bundeskanzler-Helmut-Schmidt-Stiftung.

## Kritik
Die Ernennung Ashtons als Hohe Vertreterin stieß verschiedentlich auf Kritik, da sie zuvor kaum außenpolitische Erfahrung gesammelt hatte und auch in der britischen Politik weitgehend unbekannt war. Sie wurde nie vom Volk in irgendein politisches Amt gewählt. Kritisiert wurde auch, dass sie neben ihrer Muttersprache Englisch bei ihrem Amtsantritt zwar Kenntnisse des Französischen gehabt, jedoch keine Fremdsprache flüssig gesprochen habe. Häufig wurde ihre Ernennung darauf zurückgeführt, dass bei der Besetzung des Amtes aus politischen Gründen ein Vertreter der Sozialdemokratischen Partei Europas, aufgrund der geschlechtlichen Ausgewogenheit eine Frau und wegen des nationalen Gleichgewichts ein Brite oder eine Britin gesucht worden war. In der Presse wurde Ashtons Berufung als Verständigung auf den kleinsten gemeinsamen Nenner, „Wahl der Inkompetenz“ sowie sie selbst als „fatale Fehlbesetzung im Außenamt“ und als mit ihrem Amt „völlig überfordert“ bezeichnet. Ashton selbst wandte gegen den Vorwurf mangelnder Erfahrung ein, dass sie in den verschiedenen Ämtern, die sie zuvor ausgeübt hatte, Verhandlungsgeschick gesammelt habe. Ihr Jahresgehalt wurde von der Presse 2010 mit £328,000 als das der „höchstbesoldeten Politikerin der Welt“ beziffert.
Während der ersten Monate ihrer Amtsführung wurde Ashton zudem mehrfach dafür kritisiert, bei wichtigen Gelegenheiten nicht persönlich anwesend gewesen zu sein. So sei sie etwa erst sehr spät nach dem Erdbeben in Haiti 2010 zum Katastrophenort gereist und habe bei der Vergabe des Friedensnobelpreis an Liu Xiaobo gefehlt. Gegen diese Vorwürfe wurde eingewandt, dass das Amt des Hohen Vertreters mit seiner Doppelhut-Rolle zwischen Europäischer Kommission und Rat der Europäischen Union strukturell zu viele Aufgaben mit sich bringe, als dass Ashton überall persönlich anwesend sein könne. Zudem fehle ihr vor der Einrichtung des Europäischen Auswärtigen Dienstes noch ein wesentlicher institutioneller Unterbau zur Erfüllung ihrer Aufgaben.
Nach einem Anschlag in Toulouse 2012, bei dem auch drei jüdische Kinder erschossen worden waren, sagte sie laut der zunächst veröffentlichten Niederschrift in einer Ansprache vor palästinensischen Jugendlichen: „Wenn wir daran denken, was heute in Toulouse geschehen ist, wenn wir uns daran erinnern, was vor einem Jahr in Norwegen passiert ist, wenn wir wissen, was in Syrien passiert, wenn wir sehen, was in Gaza und in anderen Teilen der Welt geschieht – erinnern wir an junge Menschen und Kinder, die ihr Leben verloren haben.“ Die Nennung von Gaza in dieser Reihe trug ihr Kritik von israelischen Regierungsvertretern und europäischen Politikern wie Elmar Brok und Volker Beck ein. Später korrigierten Mitarbeiter Ashtons die Niederschrift der Rede dahingehend, dass Ashton „in Gaza und Sderot“ statt nur „in Gaza“ gesagt habe.

## Auszeichnungen
2014 wurde sie vom Präsidenten der Slowakei für besondere Verdienste mit dem Orden des Weißen Doppelkreuzes zweiter Klasse ausgezeichnet.
2015 wurde sie als Dame Grand Cross in den Order of St. Michael and St. George aufgenommen, als dessen Kanzler sie seit 2022 fungiert. 2023 wurde sie als Lady Companion in den Hosenbandorden aufgenommen.